# Dijkveld
Dijkveld is een voormalige suikerplantage aan de Surinamerivier in de kolonie Suriname. De naam van de plantage refereert naar haar oprichter Johannes van Dijck en werd ook wel gespeld als Dikvelt of Dijkvelt.

## Locatie
Plantage Dijkveld was gelegen aan de Suriname rechts in het opvaren; grenzend stroomopwaarts aan suikerplantage Tout Lui Faut, stroomafwaarts aan suikerplantage Livorno.
In 1737 was de plantage 1.320 Surinaamse akkers groot, ongeveer 567 hectare. In 1819 werd nog 1.000 akkers aan suikerriet verbouwd.

## Eigendomssituaties
(naar jaar)
- 1737: Jan Eberhardt
- 1770: Erven Jan Eberhardt & comp.
- 1819: Weduwe Roepel, geboren als J.A. Fontane
- 1833: Erven A. Roepel (7/8e deel) en J.H. Imthurn (1/8e deel)
- 1863 (allen uit Nederland):
  - barones Lewe van Middelstum, geb. Pringle;
  - A. Schas, douairière van J.J.I. baron van Heeckeren;
  - A.A. Roepel, administrateur in Europa;
  - weduwe Stavorinus, geb. Roepel;
  - A. Wilkens;
  - weduwe I.A. Imthurn, geb. Klint

## Slaafgemaakten enagency
Strafzaken uit het archief van de Raad van Politie en Criminele Justitie geven in blik in de dagelijkse leefpraktijk op de Surinaamse plantages in de 18e en 19e eeuw. Zo wordt beschreven hoe een man op een plantage bezwaar maakte tegen een nieuwe eigenares omdat die bepaalde vrijheden die hij gewend was teruggedraaid zouden kunnen worden. Rond 1752 leefde deze ‘priester’ Quamina in een aparte woning aan de rand van plantage Dijkveld, met daarin een kamertje met een winti-tabernakel.

## Emancipatie 1863
Bij de afschaffing van de slavernij in Suriname in 1863 werden op Dijkveld 282 slaven vrijgemaakt, waarbij 48 nieuwe familienamen werden geboekstaafd, te weten:
Aleks, Bart, Bierman, Derk, Devreden, Doelie, Dijker, Dijkmans, Ermina, Geefke, Geilard, Gemp, Geys, Geysvlijt, Hoorna, Imtoorn, Kaster, Kommer, Koutsman, Lang, Lansman, Lemmes, Lodewij, Louisville, Maire, Mais, Mammi, Manberg, Marman, Marten, Marts, Merian, Meries, Moons, Normandy, Offers, Ommer, Ooft, Penig, Prens, Reeve, Vaneker, Vlijter, Vocht, Ijkveld, Ijssel en Zaarn